# Zone (Basketball)

Zone: NBA, NCAA, FIBA (von 1956 bis 2010) und FIBA (seit 2010)

Unter einer Zone versteht man im Basketball eine Verteidigungszone (siehe: Zonenverteidigung), die durch den Korb und die Dreipunktelinie begrenzt ist. 
Zudem ist unter den Körben ein Rechteck eingezeichnet. Dieses Rechteck, also der markierte Bereich, der sich direkt unter dem Korb bis zur Freiwurflinie erstreckt, wird zudem paint (weil es in der Regel farblich markiert ist) oder key genannt (weil seine Form von oben betrachtet wie ein Schlüssel aussah, bis es in den 1960ern verbreitert wurde). Diese Zone ist u. a. dafür wichtig, dass sich Spieler der angreifenden Mannschaft nicht länger als 3 Sekunden ununterbrochen darin aufhalten dürfen.

## Zonendeckung
Bei der Zonendeckung oder Zonenverteidigung wird der Raum zwischen dem Korb und der Dreipunktelinie in fünf Zonen eingeteilt. Dabei hat jeder Spieler seine eigene Zone. 
Die fünf Zonen: 
- Vorne Links
- Vorne Rechts
- Hinten Links
- Hinten Rechts
- Mitte unter dem Korb